# Noel Dwyer

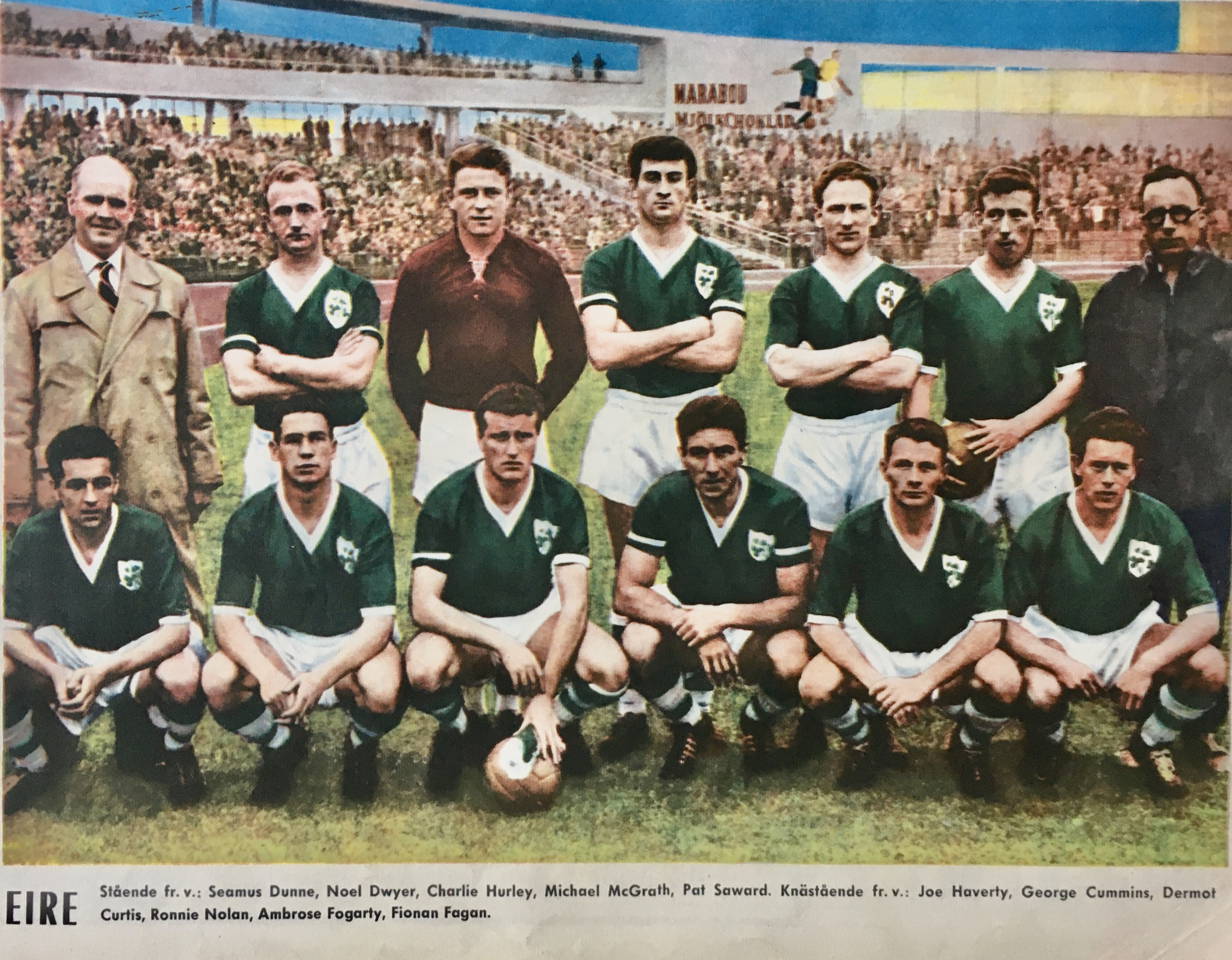
Die irische Fußballnationalmannschaft aus dem Jahre 1960; von links, oben: Seamus Dunne, Noel Dwyer, Charlie Hurley, Michael McGrath, Pat Saward; von links, unten: Joe Haverty, George Cummins, Dermot Curtis, Ronnie Nolan, Ambrose „Amby“ Fogarty und Fionan „Paddy“ Fagan.

Noel Michael Dwyer (* 30. Oktober 1934 in Dublin; † 27. Dezember 1992 in Wolverhampton) war ein irischer Fußballtorhüter. Er kam bei den Wolverhampton Wanderers in der Meistersaison 1957/58 als Vertretung von Malcolm Finlayson zu fünf Ligaeinsätzen, bevor er zu Beginn der 1960er-Jahre Stammtorhüter bei Swansea Town war.

## Sportlicher Werdegang
Der in der irischen Hauptstadt geborene Dwyer wurde im August 1953 von den Wolverhampton Wanderers aus dem nordirischen Ormeau verpflichtet. In mehr als fünf Jahren bei den „Wolves“ stand der junge Torhüter in der Hackordnung jedoch deutlich hinter Konkurrenten wie Bert Williams und Malcolm Finlayson zurück und seine einzigen fünf Erstligaspiele absolvierte er in den Meistersaison 1957/58. Er vertrat Finlayson erstmals am 23. September 1957 gegen Aston Villa (3:2) und als sein persönlicher Höhepunkt galt der 4:0-Auswärtssieg am vorletzten Spieltag gegen den amtierenden Meister Manchester United. Ein knappes halbes Jahr später wechselte er im Dezember 1958 zu West Ham United, das kurz zuvor in die erste Liga aufgestiegen war.
Dwyer debütierte für West Ham am 21. März 1959 gegen die Bolton Wanderers (4:3) und es war Auftakt von insgesamt 43 Pflichtspielen innerhalb von nicht einmal einem Jahr, bevor er 1960 für eine Ablöse von 3.000 Pfund an den walisischen Klub Swansea Town abgegeben wurde. Bis Mitte der 1960er-Jahre war Dwyer für Swansea, das in der zweiten englischen Liga aktiv war, eine feste Größe. Neben 140 Zweitligapartien bestritt er im Oktober 1961 zwei Spiele im Europapokal der Pokalsieger gegen den SC Motor Jena, die mit dem Ausscheiden endeten. Daneben war er Teil der Mannschaft, die 1964 ins Halbfinale des FA Cups einzog und sich dabei auch gegen den FC Liverpool in Anfield durchgesetzt hatte (Dwyer hielt dabei sogar einen Elfmeter). Während dieser Zeit absolvierte er zudem vierzehn A-Länderspiele für Irland.
Nach 26 Ligapartien von Januar bis Oktober 1965 für Plymouth Argyle wechselte Dwyer im Dezember 1965 zu Charlton Athletic, wo er seine Karriere ausklingen ließ. Er verstarb im Alter von 58 Jahren nach einem langen Kampf gegen eine Krebserkrankung. Er hinterließ eine Ehefrau, einen Sohn und drei Töchter, von denen eine den englischen Nationalspieler Frank Worthington geheiratet hatte.